# Élisabeth Magnou-Nortier
Élisabeth Magnou-Nortier, née à Thionville le 22 août 1930 et morte à Limeil-Brévannes dans le département du Val-de-Marne le 24 mars 2024, est une historienne médiéviste française.
Spécialiste du Languedoc au haut Moyen Âge, elle insiste sur les continuités et les permanences de l'autorité publique entre l'Empire romain et le Moyen Âge jusqu'au XIe siècle. Ce modèle, peu suivi, a été qualifié d'« hyper-romaniste ».

## Biographie

### Carrière
Élisabeth Magnou est née à Thionville le 22 août 1930. Elle épouse Michel Nortier (1923-2007), élève de l'École nationale des chartes, qui termine sa carrière conservateur en chef à la Bibliothèque nationale,.
Après un mémoire de diplôme d'études supérieures consacré à la réforme grégorienne à Toulouse, Élisabeth Magnou-Nortier soutient en 1972 à l'université de Toulouse-Le Mirail sa thèse d'État, dirigée par Philippe Wolff et intitulée La société laïque et l’Église dans la province ecclésiastique de Narbonne (zone cispyrénéenne) de la fin du VIIIe siècle à la fin du XIe siècle. 
Élisabeth Magnou-Nortier est maîtresse de conférences puis professeure des universités à l'université de Picardie avant de succéder en 1989 à Michel Rouche comme professeur à l'université Lille-III.

### Historienne de la continuité de l'autorité publique

#### Thèse
La thèse d'État d'Élisabeth Magnou-Nortier est publiée en 1974 sous le même titre. Le champ d'étude s'étend sur tout le Languedoc du haut Moyen Âge, de la Garonne au Rhône et du sud du Massif central aux Pyrénées. L'auteure y étudie les effets de la réforme grégorienne, la naissance de la féodalité, la liberté des classes sociales dominées et les structures agraires et la gestion des domaines. Elle distingue les régions tournées vers Barcelone, le Roussillon et ses abords, plus wisigothiques,, le Toulousain, archaïque, et le Narbonnais, plus romanisé. Elle définit le manse comme une unité d'exploitation. Elle décrit la société de l'époque carolingienne, où le prince, seul détenteur de l'autorité, garantie par le serment de fidélité, a des relations équilibrées avec une Église autocéphale et où les classes inférieures sont relativement peu dominées. À partir de la réforme grégorienne, qui augmente la séparation entre le haut clergé et le peuple et de l'importation d'une féodalité venue du nord, qui renforce les pouvoirs locaux, le sort des dominés se dégrade. 
Bernard Guillemain souligne que le jugement négatif de l'auteure sur la réforme grégorienne dans le Midi, qu'elle appelle « crise », est une « thèse », au sens de prise de position, qu'il hésite à suivre. Jacques Dubois, qui insiste sur la somme de travail fournie, se pose la même question. Aryeh Grabois affirme que le débat doit plutôt porter sur le sens donné à la réforme grégorienne plus que sur le nom qu'on lui donne, crise ou non.
Dans son livre Foi et fidélité, publié en 1976, Élisabeth Magnou-Nortier étudie le vocabulaire, dans les textes normatifs, des liens d'homme à homme. Elle montre la mise en place d'un système de fidélité par le serment sous Charlemagne, sa dégradation sous Louis le Pieux et son redressement sous Charles le Chauve. Selon Robert Fossier, qui relève l'intérêt de ce travail qui suscite des réflexions riches, elle minimise l'influence de l'Église au nord de la Loire et l'importance des évolutions économiques et sociales. 

#### «Hyper-romaniste»
Dans son enseignement comme dans ses travaux, Élisabeth Magnou-Nortier est particulièrement attentive aux formes de permanence de l'autorité publique de l'Antiquité au Moyen Âge, en se fondant une étude minutieuse du vocabulaire. À partir de 1991, elle organise à Lille des « Journées d'études sur la gestion publique », dont les actes sont publiés en deux volumes successifs. Les différentes études réunies partent du vocabulaire des sources. Élisabeth Magnou-Nortier, pour sa part, y étudie en particulier le manse,,,. 
Josiane Barbier explique que « Dans les années 1980-1990, un débat assez soutenu a opposé Élisabeth Magnou-Nortier et Jean Durliat, tenants d'une continuité fiscale depuis l'Empire romain jusqu'au-delà du IXe siècle, à la plupart des hauts médiévistes, très réservés à l'égard de cette théorie ». En effet, elle regroupe autour d'elle des historiens « hyper-romanistes » qui défendent « l'idée d'un maintien juridique de l'ordre romain très au-delà de la coupure carolingienne ». Dominique Barthélemy réfute, dans sa critique des travaux d'Élisabeth Magnou-Nortier, ce qu'il appelle « le paradigme hyper-romaniste d'une continuité institutionnelle sans solution entre le Bas-Empire et les temps grégoriens (fin du 11e siècle) : des prélats et des comtes auraient toujours une pratique théodosienne une échelle très locale ». À propos des articles d'Élisabeth Magnou-Nortier sur le manse, Jean-Pierre Devroey critique « la véritable chaîne d'inductions et de déductions que l'auteur et son collègue Jean Durliat bâtissent depuis une décennie à partir de l'hypothèse romaniste d'une permanence presque absolue du système fiscal romain au Moyen Âge ». Chris Wickham s'oppose également à cette théorie. 
Dans son livre Aux origines de la fiscalité moderne, publié en 2012, Élisabeth Magnou-Nortier décrit les origines romaines du système fiscal du haut Moyen Âge, puis son fonctionnement aux époques mérovingiennes, carolingiennes et capétiennes jusqu'à la fin du XIe siècle, en se concentrant plus sur les sources elles-mêmes que sur l'historiographie de la question. Josiane Barbier souligne « la volonté constante de l’auteur de mettre en évidence permanences et continuités ».
Élisabeth Magnou-Nortier édite également des sources, Les chartes de l'abbaye de La Grasse avec sa sœur Anne-Marie Magnou,, et, à la tête d'une équipe, le livre XVI du Code Théodosien,,.
Élisabeth Magnou-Nortier meurt le 24 mars 2024, à Limeil-Brévannes dans le département du Val-de-Marne.

## Principales publications

### Ouvrages personnels
- La société laïque et l’Église dans la province ecclésiastique de Narbonne (zone cispyrénéenne) de la fin du VIIIe siècle à la fin du XIe siècle, Toulouse, coll. « Publications de l'Université de Toulouse-Le Mirail / A » (no 20), 1974, 685 p.[6],[7],[9],[8],[23],[24].
- Foi et fidélité : Recherches sur l'évolution des liens personnels chez les Francs, du VIIe au IXe siècle, Toulouse, Association des publications de l'Université de Toulouse-Le Mirail, coll. « Publications de l'Université de Toulouse-Le Mirail / A » (no 28), 1976, 134 p.[10].
- Aux origines de la fiscalité moderne : Le système fiscal et sa gestion dans le royaume des Francs à l'épreuve des sources (Ve – XIe siècles), Genève, Droz, coll. « Rayon histoire de la librairie Droz », 2012, 968 p. (ISBN 978-2-600-01504-2)[15].

### Ouvrages collectifs
- Élisabeth Magnou-Nortier (dir.), Pouvoirs et libertés au temps des premiers Capétiens, s. l., Editions Hérault, 1992, 326 p. (ISBN 978-2-7407-0050-1)[17],[25],[26].
- Élisabeth Magnou-Nortier (dir.), Aux sources de la gestion publique, t. 1 : Enquête lexicographique sur fundus, villa, domus, mansus, Lille, Presses universitaires de Lille, coll. « Collection UL3 », 1993, 423 p. (ISBN 978-2-86531-052-4)[11],[12],[13].
- Élisabeth Magnou-Nortier (dir.), Aux sources de la gestion publique, t. 2 : L'invasio des villae ou la villa comme enjeu de pouvoir, Lille, Presses Universitaires de Lille, coll. « UL3 », 1995, 356 p. (ISBN 978-2-86531-065-4)[14].
- Élisabeth Magnou-Nortier et Anne-Marie Magnou (édition), Recueil des chartes de l'Abbaye de La Grasse 779-1119, Paris, CTHS, coll. « Collection de documents inédits sur l'histoire de France / in-8° », 1996 (ISBN 978-2-7355-0321-6, lire en ligne)[18],[19].
- Élisabeth Magnou-Nortier (dir.), Le Code Théodosien, Livre XVI, et sa réception au Moyen Âge, Paris, éditions du Cerf, coll. « Sources canoniques » (no 2), 2002 (ISBN 9782204071048)[20],[21],[22].

## Distinctions
- Prix Gobert 1975 pour La société laïque et l’Église dans la province ecclésiastique de Narbonne (zone cispyrénéenne) de la fin du VIIIe siècle à la fin du XIe siècle[27].